# Tomáš Řehořek
Tomáš Řehořek (* 29. března 1987, Kyjov, Československo) je český scenárista, režisér, kameraman a střihač.

## Život
Narodil se v jihomoravském Kyjově. Vystudoval Filmovou školu v Zlíně. Kromě filmové režie se věnuje výrobě reklamy. Také pracoval v České televizi, jako kameraman a střihač. Již během studií na Wichterlově gymnáziu v Ostravě točil krátké snímky. Krátkometrážní snímek Escape získal cenu na Mezinárodním festivalu studentské tvorby v Ostravě.
V roce 2009 natočil první celovečerní film Proměny, kde kromě režie se ujal i scénáře, kamery a střihu. Toto drama vzniklo v koprodukci s Itálií. Film byl uveden na několika zahraničních festivalech v Paříži, Atlantě, Phoenixu a Bruselu.
V roce 2010 natočil film PIKO. Příběhem tří reálných hrdinů, jejichž osudy spojila droga pervitin. Práce na tomto filmu mu vynesla nominaci v prvním ročníku Cen české filmové kritiky na Objev roku. V roce 2011 natočil černou komedii Czech Made Man a o rok později natočil satirickou filmovou komedii Signál (2012) s Vojtěchem Dykem, Kryštofem Hádkem, Bolkem Polívkou, Jiří Menzelem a Karlem Rodenem v hlavní roli. Scénář napsal Marek Epstein, se kterým v současné době dokončuje televizní seriál Clona.

## Filmografie

### Režie
- 2009 Proměny
- 2010 PIKO
- 2011 Czech Made Man
- 2011 Film o filmu: Czech Made Man
- 2012 Signál
- 2013 Clona

### Scénář
- 2009 Proměny
- 2010 PIKO

### Kamera
- 2009 Proměny
- 2010 PIKO

### Herecká filmografie
- 2009 Proměny

### TV pořady
- 2005 Všechnopárty
- 2008 Hvězdný reportér
- 2010 Rozmarná léta českého filmu
- 2013 Všechnopárty